# Glaciar Tasman
El glaciar Tasman (del inglés: Tasman Glacier) es el mayor de los glaciares de los Alpes Meridionales en la Isla Sur de Nueva Zelanda. Tiene 27 km de longitud y 13 km de ancho. 
Fluye hacia el sur, a través de la cara este del monte Cook y el monte Tasman. Las aguas de este glaciar, unidas a las de los glaciares Hooker y Mueller, se funden en el río Tasman.